# وليدات كازا
وليدات كازا هو فيلم مغربي من إخراج عبد الكريم الدرقاوي سنة 2010، و بطولة كل من ليلى حديوي، حاتم إدار، مراد الزاوي، كريم السعيدي، وآخرين.
صُوّرت مشاهد الفيلم بمدينة الدار البيضاء.

## القصة
تدور أحداث الفيلم عن طالب حاصل على شهادة عليا في التسويق والتسيير، يعود إلى المغرب لإدارة مقاولة والده، فيصطدم بعقليات لا تؤمن سوى بمنطق الربح والخسارة، سواء داخل المقاولة، التي يديرها أو في محيطه الخارجي.

## روابط خارجية
- وليدات كازا على موقع IMDb (الإنجليزية)
- وليدات كازا على موقع ألو سيني (الفرنسية)
- وليدات كازا على موقع قاعدة بيانات الفيلم (الإنجليزية)
- وليدات كازا على موقع ليتربوكسد (الإنجليزية)